# Phoenix Airways
Phoenix Airways (abbreviata in Phoenix) era una compagnia aerea charter svizzera che cessò le operazioni nel 1974.

## Storia
La Phoenix Airways AG era stata fondata il 13 ottobre 1970 da un gruppo di investitori privati a Basilea con un capitale di due milioni di franchi svizzeri. In origine la compagnia doveva chiamarsi Helvetic Air, ma il registro del commercio di Basilea respinse il nome perché non era una società di proprietà statale. La Phoenix acquistò il 1º aprile 1971 un nuovo BAC 111-500 e il 17 aprile 1971 ricevette il suo certificato di operatore aereo. Il velivolo fu concesso in leasing per breve tempo alle compagnie aeree della Germania Ovest prima di essere utilizzata sulle rotte per le località vacanziere nel Mediterraneo da Basilea e Zurigo. In aggiunta la società effettuava dei voli charter occasionali verso altre regioni europee, tra cui la Scandinavia.
Nella primavera del 1972 Phoenix Airways acquistò un Boeing 707-131 usato dalla Israel Aircraft Industries (IAI) per intraprendere voli a lungo raggio. Poiché l'aereo doveva anche trasportare frutta e verdura da Israele nei mesi invernali con poca affluenza venne dotato di una stiva merci. La consegna dell'aereo riconvertito fu ritardata fino al 4 novembre 1972. Di conseguenza la società noleggiò un aereo identico dalla IAI dal 29 marzo al 31 ottobre 1972 come sostituto.
Dalla primavera del 1973 la Phoenix Airways offriva voli charter ad hoc IT da Zurigo a Bangkok (Thailandia) e Lomé (Togo) con il suo Boeing 707-131F. Durante la stagione estiva 1973 l'aereo veniva utilizzato solo occasionalmente. Inoltre doveva essere trasferito a Basilea quando arrivava il momento di effettuare la manutenzione, e le operazioni partivano principalmente da Zurigo, il che comportava dei costi aggiuntivi. La situazione finanziaria della società, già in difficoltà, peggiorò ulteriormente dall'autunno del 1973 perché i prezzi del carburante, a causa dell'impatto della prima crisi petrolifera, aumentarono notevolmente. Dopo che il BAC 1-11 fu sequestrato nella primavera del 1974 a causa di fatture di manutenzione non pagate, le autorità svizzere ritirarono la licenza di Phoenix Airways il 18 marzo 1974. La procedura fallimentare si aprì il mese successivo.

## Flotta
- BAC 111-529FR  (codice: HB-ITL)
- Boeing 707-131 e 707-131F  (numeri di registrazione: N732TW e HB-IEG)